# Princové jsou na draka
Princové jsou na draka je česká filmová pohádka, kterou natočil Jiří Adamec v roce 1980.
Má vesměs hvězdné obsazení (Vladimír Menšík, Jiřina Bohdalová, Ivana Andrlová, Jan Čenský, Laďka Kozderková, Jiří Lábus, Roman Skamene, Bohuslav Čáp, Vlastimil Bedrna, Světlana Nálepková, Anna Wetlinská a další). Velmi oblíbená je i v dnešní době, a to hlavně kvůli písním od známé dvojice Zdeněk Svěrák a Jaroslav Uhlíř (Dělání, dělání, Hlupáku, najdu tě!, Je statisticky dokázáno a další...).

## Děj
Hlavní příběh je snová fantazie malého chlapce Martina Kubíčka z černobílého skutečného světa, ve které "hrají" jeho nejbližší a on sám hlavní role v barevném pohádkovém muzikálu. V úvodu filmu je konfrontovaná skutečnost s ideály matky obou synů, která touží po dalším vztahu s panem Králem. Její hlasitý spor se starším synem Honzou je inspirací pro spícího mladšího syna a barevný příběh ve snu začíná.
V pohádce jsou Martin a Honza synové chudé vdovy poddaní pana krále. Honza nemá práci, a tak maminka žádá dopisem pana krále o nějakou práci pro něj. Práce by byla, ale pokladna je prázdná. Království na tom není moc dobře, navíc je ohrožováno drakem, který krále dříve nějak podporoval, ale teď chce jedinou dceru, královskou princeznu. Princezna se toho obává. Neví, zda se má stát jeho ženou nebo večeří. Král si neví rady. Naději mu dodá malý Martin Kubíček. V každé pohádce princeznu někdo přece vysvobodí, například Bajaja nebo hloupý Honza.

## Obsazení
| Vladimír Menšík  | král                          |
| Ivana Andrlová   | princezna Lenka               |
| Jiřina Bohdalová | matka Kubíčková               |
| Jan Kaněra       | Martin Kubíček                |
| Jan Čenský       | Honza Kubíček                 |
| Bohuslav Čáp     | rádce                         |
| Roman Skamene    | Jiří Hlaváček, vyslanec draka |
| Jiří Lábus       | princ Bachacha                |
| Laďka Kozderková | dvorní dáma                   |
| Anna Wetlinská   | dvorní dáma                   |
| Vlastimil Bedrna | ceremoniář Mireček            |
| Michael Dymek    | dvořan / kluk-zedník          |

## Tvůrci a štáb
- Režie: Jiří Adamec
- Scénář: Jiří Chalupa
- Dramaturg: Anna Jurásková
- Hlavní kameraman: Antonín Kovács
- Vedoucí výrobního štábu: Jiřina Vágnerová
- Hudba: Jaroslav Uhlíř
- Texty písní: Zdeněk Svěrák
- Výtvarnice kostýmů: Marie Franková
- Výtvarník scény: František Skřípek
- Zvuk: Václav Nosek
- Střih: Vítězslav Romanov
- Dále spolupracovali: Pavel Procházka (hudební režie), Jan Hartman (choreograf), Oldřich Bašta a Hana Fišerová (maskéři), Petr Prima, Jaroslav Šenfelder, Zdeněk Uher a Vladimír Vlček (kameramani), Petr Burian (asistent režie), Helena Heribanová (pomocná režie), Miroslav Pospíšil (fotoreportér)

## Produkční a technické údaje
- Premiéra: 1. květen 1981, I. program Československé televize (od 17:30)
- Výroba: Československá televize Praha, Hlavní redakce vysílání pro děti a mládež
- Copyright: 1980
- Barva: barevný (černobílý úvod)
- Jazyk: čeština
- Zvuk: mono
- Délka: cca 57 minut
- Formát obrazu: 4:3